# Francisco Arias (Fußballspieler)
Francisco Arias war ein spanischer Fußballspieler und -trainer in Mexiko sowie treibende Kraft bei der Gründung des Club España in Mexiko-Stadt. 
Irgendwann zwischen 1906 und 1908 begann Arias in der Schülermannschaft des Colegio Williams, einer Schule in dem damals noch rechtlich selbständigen und 1928 eingemeindeten Vorort von Mexiko-Stadt, Tacubaya, mit dem Fußballsport. Gemeinsam mit seinem Landsmann Ramón Lanza war Arias der einzige Spanier in einer ansonsten von Mexikanern und Söhnen englischer Einwanderer dominierten Mannschaft. 1910 schlossen die beiden Spanier sich dem neu gegründeten Fußballverein México an, dessen Domizil sich unweit ihres Kollegs in dem Dorf San Pedro de los Pinos befand. 1912 lösten sie sich zusammen mit anderen Spaniern, die ebenfalls beim Club México spielten, von diesem Verein und gründeten – hauptsächlich auf Initiative von Arias – mit dem Club España einen eigenen Verein. 
Francisco Arias spielte als Verteidiger in der von ihm gegründeten Fußballmannschaft und war erster Mannschaftskapitän des neuen Vereins. Sowohl sein ehemaliger Verein México als auch der von ihm gegründete Club España nahmen mit Beginn der Saison 1912/13 am Spielbetrieb der Primera Fuerza teil. Nachdem México die Meisterschaft 1912/13 gewonnen hatte, gewann España den Titel in den folgenden Jahren praktisch im Alleingang: in den Spielzeiten 1913/14 und 1914/15 mit Arias als Spieler, in den Spielzeiten 1915/16 und 1916/17 mit Arias als Spielertrainer und in den Spielzeiten 1918/19 und 1919/20 (im letzten Fall in der Liga Nacional) mit Arias als Trainer. 